# كريستوفر لامبريخت
كريستوفر لامبريخت (بالألمانية: Christopher Lamprecht)‏ (22 أبريل 1985 بشتندال في ألمانيا - ) هو لاعب كرة قدم ألماني في مركز الدفاع. لعب مع كيكرز أوفنباخ ونادي فولفسبورغ ونادي كايزرسلاوترن وهولشتاين كيل.

## روابط خارجية
- كريستوفر لامبريخت على موقع قاعدة بيانات كرة القدم.إي يو (الإنجليزية)
- كريستوفر لامبريخت على موقع بيانات كرة القدم. دي إي (الألمانية)
- كريستوفر لامبريخت على موقع عالم كرة القدم.نت (الإنجليزية)